# Hong Kong Express
Hong Kong Express Airways is een luchtvaartmaatschappij uit Hongkong. In 2013 werd de naam gewijzigd in HK Express en werd het een lagekostenluchtvaartmaatschappij.

## Geschiedenis
Hong Kong Express Airways is opgericht in 1996 als Helicopters Hong Kong Ltd. en werkte samen met Macau's East Asi Airlines. Eigenaar was de familie Stanley Ho. In 2004 werd de huidige naam ingevoerd. 
In 2005 werd 45% van de aandelen overgenomen door de Chinese HNA groep.
Op 26 juni 2013 viel het besluit de strategie te veranderen. Het is een lagekostenluchtvaartmaatschappij geworden en de naam is gewijzigd in HK Express. De eerste vlucht onder dit nieuwe bedrijfsmodel werd op 27 oktober 2013 uitgevoerd. 
Op 27 maart 2019 deed Cathay Pacific een bod op alle aandelen HK Express. De overnamesom was HK$ 4,93 miljard of US$ 628 miljoen. Op dat moment telde de vloot van HK Express 23 Airbus A320 vliegtuigen die op 25 routes van en naar Hongkong vlogen. On 19 juli 2019 werd de overname afgerond. HK Express is een volle dochter van Cathay Pacific geworden, maar blijft als zelfstandige maatschappij de vluchten uitvoeren.

## Vloot
De vloot van Hong Kong Express Airways bestaat in september 2017 uit:
| Type            | Aantal |
| --------------- | ------ |
| Airbus A320-200 | 11     |
| Airbus A320neo  | 3      |
| Airbus A321-200 | 7      |
| Totaal:         | 21     |